# Vangčeng
Vangčeng (kitajsko 王城, Vángčéng) je bil starodavno kitajsko mesto iz obdobja dinastije Džov. Nahajalo se je ob obredni vzhodni prestolnici Luoji. Zgrajeno je bilo leta 1021 pr. n. št. po vzoru prejšnji in večji Čengdžov 15 kilometrov  vzhodno od njega. Vangčeng je bil med letoma 771 in 510 pr. n. št.  glavna prestolnica dinastije Vzhodni Džov.  
Dinastija Vzhodni Han je leta 25 n. št. za svojo prestolnico izbrala Luojang, zgrajen nad prejšnjim mestom dinastije Džov. Ruševine Vangčenga so delno izkopane in so na ogled v sodobnem Parku Vangčeng v Luojangu. 